# Macropanax concinnus
Macropanax concinnus là một loài thực vật có hoa trong Họ Cuồng cuồng. Loài này được Miq. mô tả khoa học đầu tiên năm 1864.